# Briefmarken-Jahrgang 1963 der Deutschen Bundespost Berlin
Der Briefmarken-Jahrgang 1963 der Deutschen Bundespost Berlin umfasste sieben Sonder- und eine Dauermarke.
Der Nennwert der Marken betrug 3,43 DM.

## Liste der Ausgaben und Motive
Legende
- Bild: Eine bearbeitete Abbildung der genannten Marke. Das Verhältnis der Größe der Briefmarken zueinander ist in diesem Artikel annähernd maßstabsgerecht dargestellt. Sollten keine Marken abgebildet sein, liegt es daran, dass das Urheberrecht des Künstlers noch nicht erloschen ist.
- Beschreibung: Eine Kurzbeschreibung des Motivs und/oder des Ausgabegrundes. Bei ausgegebenen Serien oder Blocks werden die zusammengehörigen Beschreibungen mit einer Markierung versehen eingerückt.
- Wert: Der Frankaturwert der einzelnen Marke in Pfennig. Ein „+“ bedeutet, dass es sich um eine Zuschlagsmarke handelt (= Frankaturwert + Spende).
- Ausgabedatum: Das Datum des erstmaligen Verkaufs dieser Briefmarke.
- Gültig bis: Das Datum, an dem die Gültigkeit endete.
- Auflage: Soweit bekannt, wird hier die zum Verkauf angebotene Anzahl dieser Ausgabe angegeben.
- Entwurf: Soweit bekannt, wird hier angegeben, von wem der Entwurf dieser Marke stammt.
- Mi.-Nr.: Diese Briefmarke wird im Michel-Katalog unter der entsprechenden Nummer gelistet.

| Sondermarken |                                                                                |                  |                       |                   |            |                     |       |
| Bild         | Beschreibung                                                                   | Werte in Pfennig | Ausgabe- datum (1963) | gültig bis        | Auflage    | Entwurf             | MiNr. |
|              | Briefmarkensatz Alt-Berlin - Mauerstraße um 1780                               | 15               | 26. April             | 31. Dezember 1966 | 29.430.000 | Joachim Hans Hiller | 220   |
|              | - Potsdamer Platz um 1825                                                      | 25               | 29. August            | 31. Dezember 1966 | 11.480.000 | Joachim Hans Hiller | 222   |
|              | - Fischerbrücke um 1830                                                        | 50               | 14. September         | 31. Dezember 1966 | 11.280.000 | Joachim Hans Hiller | 224   |
|              | - Hallesches Tor um 1880                                                       | 60               | 25. Oktober           | 31. Dezember 1966 | 11.325.000 | Joachim Hans Hiller | 225   |
|              | - Universität um 1825                                                          | 80               | 24. Mai               | 31. Dezember 1966 | 11.230.000 | Joachim Hans Hiller | 227   |
|              | - Opernhaus um 1780                                                            | 90               | 6. Dezember           | 31. Dezember 1966 | 7.520.000  | Joachim Hans Hiller | 228   |
|              | Deutsche Funkausstellung, Berlin Funkturm und Berliner Bär                     | 20               | 24. Juli              | 31. Dezember 1964 | 7.500.000  | Joachim Hans Hiller | 232   |
| Dauermarken  |                                                                                |                  |                       |                   |            |                     |       |
| Bild         | Beschreibung                                                                   | Werte in Pfennig | Ausgabe- datum (1963) | gültig bis        | Auflage    | Entwurf             | MiNr. |
|              | Dauermarke der Serie Berliner Stadtbilder (Briefmarkenserie) Brandenburger Tor | 3                | 1. März               | 31. Dezember 1970 | 60.000.000 | Alfred Goldammer    | 231   |